# Caá Yarí (village)
Pour les articles homonymes, voir Caá Yarí.
Caá Yarí est un village argentin situé dans la Province de Misiones et le département de Leandro N. Alem.
La commune possède une population de 990 habitants, selon le recensement de 2001 (INDEC).